# Scamander

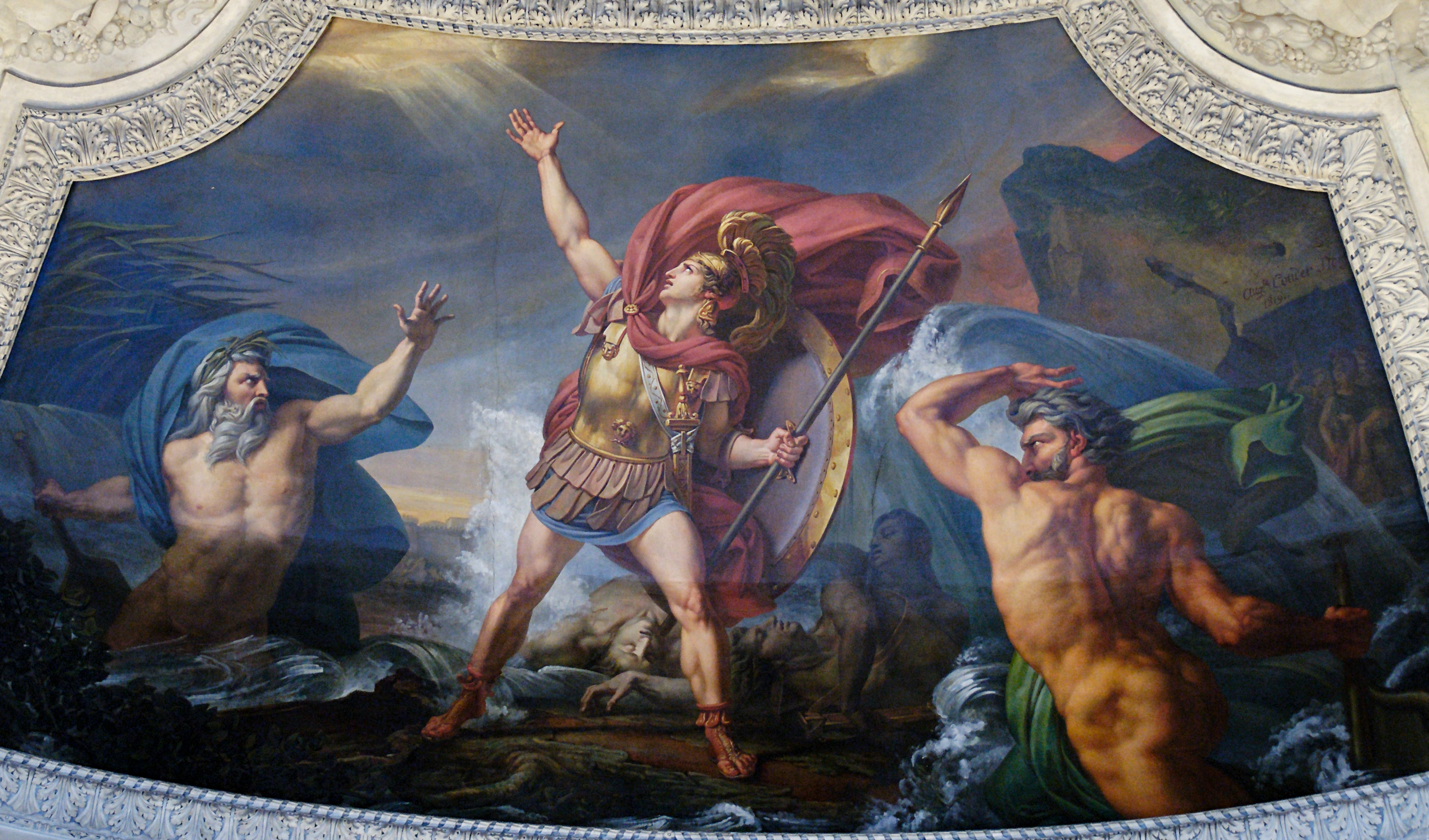
Nước, hay là Trận chiến của Achilles đánh lại Scamander và Simoeis, tranh của Auguste Couder, 1819.

Scamander (/skəˈmændər/; còn gọi là Skamandros (tiếng Hy Lạp cổ: Σκάμανδρος) hay Xanthos (Ξάνθος) là một thần sông trong thần thoại Hy Lạp.

## Địa lý
Sông Scamander được đặt theo tên của thần sông Scamander. Sông Scamander là một dòng sông bao quanh thành Troy. Thần Scamander đứng về phía những người thành Troy trong chiến tranh thành Troy.

## Gia đình
Theo Hesiod, Scamander là con trai của Oceanus và Tethys. Có khi ông được mô tả là con trai của Zeus. Ông có với nymph Idaea một người con trai là vua Teucer. Ông cũng được đề cập là cha của Glaucia, người tình của Deimachus và Eurythemista, người có với Tantalus hai người con là Pelops và Niobe. Strymo hay Rhoeo, vợ của vua  Laomedon cai trị thành Troy cũng được coi là con gái của ông. Cuối cùng, ông còn có một người con nữa với một người đàn bà không rõ danh tính hoặc một tiên nữ nymph, đó là vị linh mục Melus.

## Thần thoại

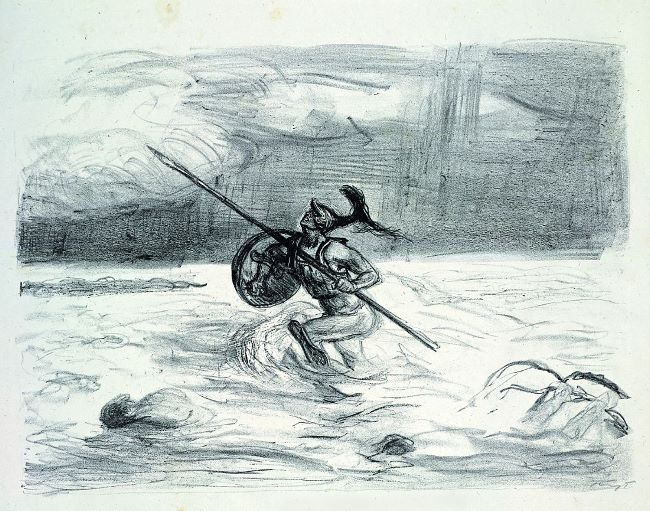
Achilles và Scamander

Scamander đứng về phía những người thành Troy trong chiến tranh thành Troy (quyển thứ XX Iliad, 73/74; XXI), sau khi người anh hùng Hy Lạp Achilles xúc phạm đến ông. Scamander được cho là đã cố gắng giết chết Achilles ba lần, và người anh hùng chỉ được cứu sống nhờ sự can thiệp của Hera, Athena và Hephaestus. Ở đây, ông được nhân cách hóa từ hình ảnh sông Scamander chảy từ núi Ida qua vùng đồng bằng dưới thành Troy, rồi nhập vào eo biển  Hellespont ở phía bắc của thành. Theo Homer, những người Hy Lạp dựng trại gần cửa sông, và những trận đánh của họ với người Troy xảy ra trên đồng bằng sông Scamander. Trong quyển XXII của Iliad (149ff), Homer khẳng định dòng sông Scamander có hai con suối: một con suối là dòng nước ấm, con suối còn lại là dòng nước lạnh vào bất kể mùa nào.
Cũng theo Homer, Scamander được các vị thần gọi là Xanthos, còn con người gọi ông là Scamander, cái tên chỉ ra rằng cái tên trước ám chỉ vị thần và tên sau ám chỉ chính dòng sông.
Trong một câu chuyện của Pseudo-Plutarch, Scamander tức giận vì những điều bí mật của nữ thần Rhea. Ông tự trầm mình xuống dòng sông Xanthus nên sau này dòng sông được đổi tên thành Scamander.